# UGC 20
UGC 20 es una galaxia espiral localizada en la constelación de Cefeo.